# Desiree van Lunteren
Desiree van Lunteren (født 30. december 1992) er en hollandsk fodboldspiller, der spiller som Forsvarsspiller
for PSV Eindhoven og Holland.

## Klubkarriere
Van Lunteren spillede for AZ Alkmaar og Telstar i Eredivisie før hun skiftede til AFC Ajax i 2012 for at spille i den første sæson i BeNe League.

## Hæder

### Klub
AZ Alkmaar
- Eredivisie (1): 2009–10
- KNVB Women's Cup (1): 2010–11

AFC Ajax
- KNVB Women's Cup (1): 2013–14

### Landshold
Holland
- EM i fodbold for kvinder (1): 2017